# Église Saint-Pierre de Bougy
Pour les articles homonymes, voir Église Saint-Pierre.
L'église Saint-Pierre est une église catholique située à Bougy, en France.

## Localisation
L'église est située dans le département français du Calvados, sur la commune de Bougy.

## Historique
L'édifice est classé au titre des monuments historiques en 1911.